# Ryszard Nieścieruk
Ryszard Nieścieruk (ur. 14 czerwca 1949 w Gorzowie Wielkopolskim, zm. 14 lipca 1995 w Czechach) – polski trener żużlowy, doktor nauk o kulturze fizycznej.

## Życiorys
W 1971 ukończył studia w Wyższej Szkole Wychowania Fizycznego w Poznaniu. W 1980 obronił w Akademii Wychowania Fizycznego we Wrocławiu pracę doktorską Urazy w sporcie żużlowym w świetle analizy epidemiologicznej napisaną pod kierunkiem Zdzisława Zagrobelnego.
Był pływakiem Warty Poznań. W rodzinnym Gorzowie Wielkopolskim związał się ze sportem żużlowym. Początkowo pracował jako kierownik, a później jako trener i specjalista od zajęć ogólnorozwojowych Stali Gorzów Wielkopolski, z którą w latach 1975-1978 czterokrotnie sięgał po tytuł drużynowego mistrza Polski i dwukrotnie (1974, 1979) po tytuł wicemistrzowski.
Doceniając jego zdolności oraz fachowość Główna Komisja Sportu Żużlowego powierzyła mu prowadzenie reprezentacji Polski. Pod jego wodzą reprezentacja wywalczyła m.in. srebrny medal drużynowych mistrzostw świata w 1977 na Stadionie Olimpijskim we Wrocławiu. Jako szkoleniowiec prowadził też GKM Grudziądz (1980) oraz Polonię Bydgoszcz (1983-1990). W Bydgoszczy pracował jako kierownik techniczny sekcji żużlowej i trener zespołu. Efektem pracy trenerskiej było wybronienie bydgoskiego zespołu przed spadkiem w sezonie 1983 oraz zdobycie trzech medali mistrzostw Polski: dwóch srebrnych (1986-1987) i jednego brązowego (1988). Od 1991 był szkoleniowcem WKM Sparty-Aspro Wrocław. Z drużyną awansował do ekstraklasy z 4. miejsca po barażach z Unią Leszno, po 11 długich latach występów zespołu w II lidze. W 1993 razem z Andrzejem Rusko stworzył Wrocławskie Towarzystwo Sportowe. Zyskał wówczas przydomek „Wielki Mag”, nadany mu przez Bartłomieja Czekańskiego, felietonistę „Tygodnika Żużlowego”,  z uwagi na zmysł taktyczny i talenty menedżerskie. W latach 1993–1994 dwukrotnie zdobył z wrocławianami tytuł drużynowego mistrza Polski. W sezonie 1995 walczył o trzecią z rzędu koronę.
14 lipca 1995 zasłabł podczas podróży samochodem do fabryki Jawy w czeskim Divišovie, gdzie przebywał wraz z Dariuszem Śledziem w sprawie załatwienia silników motocyklowych, a po przewiezieniu przez tegoż do szpitala zmarł.
Żużlowcy „Sparty” zmobilizowali się i mimo dość trudnej sytuacji w tabeli sięgnęli po trzeci tytuł mistrza Polski, dedykując go zmarłemu trenerowi. Do dziś fani wrocławskiego żużla wywieszają podczas meczów transparent o treści: „Trzy tytuły mistrza mamy, wszystkie Tobie zawdzięczamy”. W latach 1995–2002 i 2004-2005 wrocławski klub na zakończenie sezonu żużlowego organizował prestiżowe turnieje memoriałowe poświęcone pamięci trenera.

## Trener
- Stal Gorzów Wielkopolski (1974–1979)
- GKM Grudziądz (1980)
- Polonia Bydgoszcz (1983–1990)
- Sparta Wrocław (1991–1995)

## Osiągnięcia trenerskie
- Drużynowe Mistrzostwa Polski
  - 1974 - 2. miejsce
  - 1975 - 1. miejsce
  - 1976 - 1. miejsce
  - 1977 - 1. miejsce
  - 1978 - 1. miejsce
  - 1979 - 2. miejsce
  - 1986 - 2. miejsce
  - 1987 - 2. miejsce
  - 1988 - 3. miejsce
  - 1991 - awans do I ligi z 4. miejsca
  - 1993 - 1. miejsce
  - 1994 - 1. miejsce

- Drużynowe Mistrzostwa Świata
  - 1977 - 2. miejsce

## Odznaczenia
18 lipca 1995 roku został odznaczony pośmiertnie przez prezydenta Lecha Wałęsę Złotym Krzyżem Zasługi za zasługi dla rozwoju sportu polskiego.